# Листер
Листер (око 1991 — Кошаре, 11. април 1999) био је пас расе немачки овчар који је служио у Војсци Југославије као мајор током Рата на Косову и Метохији. Погинуо је на Васкрс 11. априла 1999. године у борби са албанским сепаратистима, када је с 12 војника (међу којима је и његов старатељ Иван Васојевић Јагуар) бранио гранични камен Ц 4/6.